# 5371 Albertoaccomazzi
5371 Albertoaccomazzi este o planetă minoră (asteroid), cu un diametru de 18,235 km, din centura de asteroizi. A fost descoperită pe 15 noiembrie 1987 la Kushiro de Seiji Ueda⁠(d). 
Obiectul prezintă o orbită caracterizată de o semiaxă mare de 3,1649985 UAi, o excentricitate de 0,0997716, o înclinație de 9,58828 ° în raport cu ecliptica.